# Josef Rebhan (Politiker, 1937)
Josef Rebhan (* 23. März 1937 in Wellendingen) ist ein deutscher Politiker (CDU). Er war von 1980 bis 1996 Mitglied des Landtags von Baden-Württemberg.

## Leben
Nach dem Besuch der Volksschule absolvierte Rebhan eine Werkzeugmacherlehre. Er bestand 1960 die Prüfung als Handwerksmeister und arbeitete ab 1961 als Abteilungsleiter. 1969 legte er die Industriemeisterprüfung ab. Durch einen Sonderlehrgang an der Berufspädagogischen Hochschule Stuttgart erwarb er 1971 die Mittlere Reife. In seiner Freizeit bildete er sich zum Techniker weiter und 1974 wurde er schließlich Technischer Oberlehrer an den Gewerblichen Schulen Rottweil.
Rebhan zählte 1956 zu den Gründern der Jungen Union im Kreis Rottweil, zusammen mit Erwin Teufel und Heiner Geißler. Er war mit Franz Sauter befreundet und arbeitete zusammen mit Lothar Späth und Manfred Autenrieth. In der Folge übernahm er den Vorsitz der Jungen Union im Kreis und in zahlreichen weiteren Funktionen und Ämtern (Kreistag, CDU-Kreisvorsitzender, Landtagsabgeordneter, Kreisvorsitzender der Senioren-Union bis hin zu Tätigkeiten im Seniorenrat). Rebhan wurde 1980 für die CDU erstmals zum Landtagsabgeordneten gewählt und war danach über vier Wahlperioden bis 1996 Abgeordneter. Er zog stets über ein Direktmandat im Wahlkreis Rottweil in den Landtag ein. Er engagierte sich für Erhalt und Förderung der Katholischen Schulen, unter anderem für das Konvikt Rottweil (musisch-humanistisches Internat der Diözese Rottenburg-Stuttgart).
Seit seinem Ausscheiden aus dem Landtag ist er Mitglied im Vorstand der Vereinigung ehemaliger Mitglieder des Landtags von Baden-Württemberg.

## Ehrenamtliches Engagement
Rebhan war in der Pfarrgemeinde Vorsitzender des ländlichen Seminars und Mitbegründer der Ortsgruppe der katholischen Arbeiterbewegung (KAB).
Überörtlich war Rebhan Obmann des Stefanuskreises Rottenmünster und als Landtagsabgeordneter Kontaktmann der CDU-Landtagsfraktion zum katholischen Büro, das von den beiden katholischen Bischöfen im Land als Vertretung bei Landtag und Landesregierung angesiedelt ist. Weiter wurde er in das Zentralkomitee der deutschen Katholiken gewählt. Auch in einem Gremium der katholischen Alten- und Pflegeheime bundesweit wurde er als Vertreter der Angehörigen tätig – er war Mitbegründer der Lebenshilfe Rottweil und Landesschatzmeister der Lebenshilfe Baden-Württemberg.

## Ehrungen
Rebhan ist Träger des Verdienstkreuzes 1. Klasse des Verdienstordens der Bundesrepublik Deutschland. 2018 erhielt er durch Bischof Gebhard Fürst die Auszeichnung als Ritter des päpstlichen Silvesterordens. Des Weiteren ist er Ehrenmitglied im Gesangverein Wellendingen.

## Familie
Josef Rebhan ist verheiratet mit Rita Rebhan und hat drei Kinder.